# Lymeon cratodontus
Lymeon cratodontus là một loài tò vò trong họ Ichneumonidae.